# 맨 투 맨 (1984년 영화)
맨 투 맨(Blame It On The Night)은 미국에서 제작된 진 터프트 감독의 1984년 코미디, 드라마 영화이다. 닉 맨쿠소 등이 주연으로 출연하였다.

## 출연

### 주연
- 닉 맨쿠소

### 조연
- 레슬리 애커먼
- 리처드 바카리안
- 웬디 브레이나드
- 리얀 그레인저
- 샌디 케년
- 빌리 프레스턴
- 멜리사 프로펫
- 바이론 데임스
- 메리 클레이튼